# 浦炬街站
浦炬街站是建设中的杭州地铁4号线三期南段的一座车站，位于中华人民共和国浙江省杭州市滨江区浦沿街道浦沿路与零磁谷街（原名浦炬街）交叉口，沿浦沿路南北向敷设。
浦炬街站东北角曾规划是新杭州汽车南站的选址，因此车站在规划阶段也称作过汽车南站。目前新汽车南站的规划已经取消。

## 车站结构
浦炬街站为地下二层岛式车站，设4个出入口，1个无障碍电梯口，1个安全疏散口，2组风亭。

## 历史
- 2024年11月11日，车站顺利通过主体基坑开挖验收，正式进入主体开挖阶段[7]。
- 2025年7月28日，车站封顶，是4号线三期南段首个封顶的车站[8]。